# Église Sainte-Marie de Lebeña
Santa María de Lebeña est une petite église préromane du Xe siècle, entourée de peupliers et dominée de hautes falaises. Elle a été classée monument national le 27 mars 1893.

## Présentation
Traditionnellement on attribue la fondation de Sainte María en l’an 924 au Comte de Liébana, don Alfonso et de doña Justa.
Le caractère de plan en carrés, ou plutôt en rectangles, s'observe de façon évidente à Lebeña, Dans un rectangle dont les côtés sont à peu près égaux, s'inscrivent neuf rectangles plus petits et de dimensions légèrement différentes. 
Trois autres surfaces, également rectangulaires, la centrale plus large que les autres, viennent s'ajouter à l'un des côtés : elles forment les chapelles. Ces trois surfaces ressortent à l'extérieur, et forment une série d'angles en s'unissant à la partie principale du plan, ainsi que du côté du chevet de la chapelle centrale. 
Plusieurs surfaces en demi-cercle allongé s'appuient au carré central que délimite une série de colonnes, de bois circulaire, accotées à des pilastres.
Le caractère labyrinthique de cette planimétrie n'est pas aussi marqué qu'à Santa María de Melque, mais on retrouve encore la tendance à employer des formes rectangulaires, et à subdiviser les plans en surfaces plus petites et relativement fermées. 
Il n'y a pas non plus à Lebeña une direction unique, donnant une sensation de fuite, ni un espace qui se distingue des autres par sa grandeur ou par sa situation dans l'ensemble de la construction.
La belle facture des chapiteaux, où l'on retrouve des motifs de l'art wisigoth, une frise avec des figures végétales.
Le porche méridional par lequel on accède à la nef et la sacristie adossée à la paroi nord sont d'époque postérieure à l'église. La tour-clocher est de facture très récent (XXe siècle).

## Protection
L'église fait l’objet d’un classement en Espagne au titre de bien d'intérêt culturel depuis le 27 mars 1893.

## Galerie

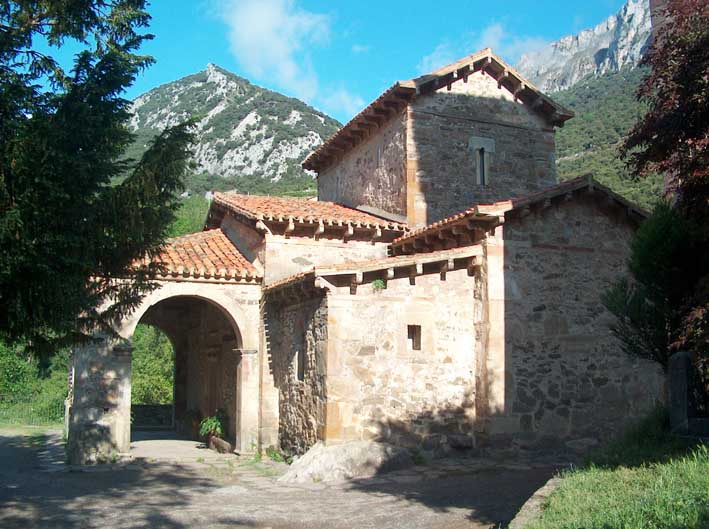
Façade sud est.
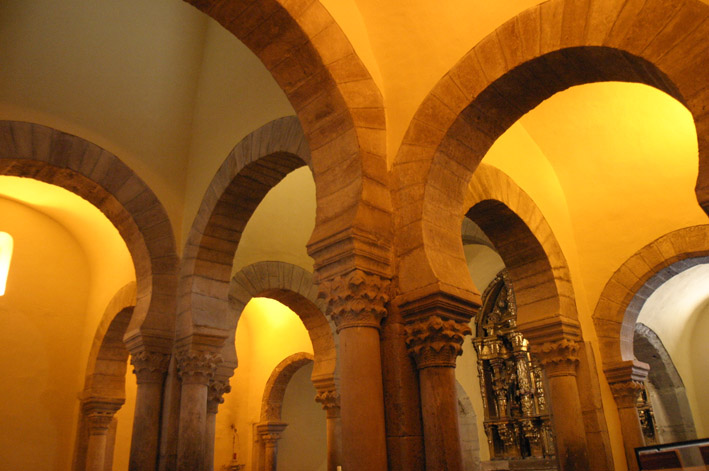
L’intérieur.
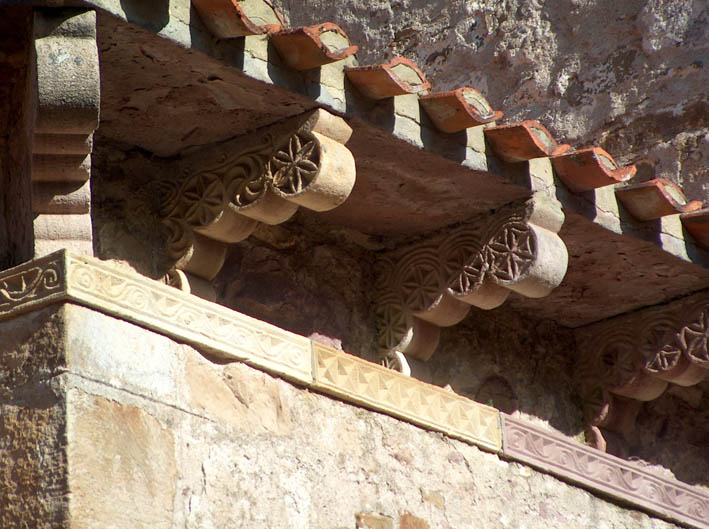
Les modillons, détails.